# Vittorio Adorni
Vittorio Adorni (14. listopadu 1937 San Lazzaro di Parma – 24. prosince 2022) byl italský cyklista, mistr světa, vítěz Giro d'Italia a člen Síně slávy Mezinárodní cyklistické unie.
Závodil od roku 1955, v roce 1958 se stal amatérským mistrem Itálie v dráhovém stíhacím závodě a v roce 1960 vyhrál Trofeo de Gasperiin.
V roce 1961 se stal profesionálem. Zúčastnil se deseti ročníků Giro d'Italia: v roce 1961 obsadil 28. místo, v roce 1962 byl pátý, 1963 druhý, 1964 čtvrtý, 1965 vyhrál, 1966 dojel na sedmém místě, 1967 na čtvrtém, 1968 byl druhý, 1969 desátý a 1970 dvanáctý. Získal na Giru jedenáct etapových vítězství. Byl také desátý na Tour de France 1964 a pátý na Vuelta a España. Vyhrál Tour de Romandie 1965 a 1967, Kolem Belgie 1966 a Tour de Suisse 1969. Na mistrovství světa v silniční cyklistice získal v závodě jednotlivců s hromadným startem stříbrnou medaili v roce 1964 a zlatou medaili v roce 1968.
Po ukončení aktivní kariéry byl televizním komentátorem, sportovním ředitelem týmu Salvarani a funkcionářem Mezinárodní cyklistické unie. Stál také v čele neziskové organizace Panathlon International, zaměřené na sportovní etiku.